# Geiger
För andra betydelser, se Geiger (olika betydelser).
Geiger är ett tyskt efternamn, som också är en yrkesbeteckning.  Det betecknar  – idag något nedsättande  – en violinist. Den 31 december 2018 var 109 personer folkbokförda i Sverige med efternamnet Geiger. Geiger ingår vidare i namn på vetenskapliga begrepp uppkallade efter personer med namnet samt i geografiska namn.

## Personer med efternamnet Geiger
- Abraham Geiger (1810–1874), tysk rabbin
- Alain Geiger (född 1960), schweizisk fotbollsspelare och tränare
- Christina Geiger(född 1990), tysk alpin skidåkare
- Hans Geiger (1882–1945), tysk fysiker
- Johann Nepomuk Geiger (1805–1880), österrikisk målare och tecknare
- John Geiger (1873–1956), amerikansk roddare
- Karl Geiger (född 1993), tysk backhoppare
- Katja Geiger (1920–2017), svensk modedesigner, känd som Katja of Sweden
- Lazarus Geiger (1829–1870), tysk språkfilosof
- Ludwig Geiger (1848–1919), tysk litteratur- och kulturhistoriker
- Mark Geiger (född 1974), amerikansk fotbollsdomare
- Nikolaus Geiger (1849–1897), tysk skulptör och målare
- Rod Geiger (1915–2000), amerikansk filmproducent, gift med Katja Geiger
- Rudolf Geiger, flera personer
  - Rudolf Geiger (klimatolog) (1894–1981), tysk meteorolog och klimatolog
- Teddy Geiger (född 1988), amerikansk sångare och låtskrivare
- Vinzenz Geiger (född 1997), tysk nordisk kombinationsskidåkare
- Wilhelm Geiger  (1856–1943), tysk orientalist